# ولیکا لمنیکا
ولیکا لمنیکا (به لاتین: Velika Lomnica}} یک عوارض جغرافیایی در صربستان است که در Rasina District واقع شده‌است.

## خصوصیات
ولیکا لمنیکا ۸۹۹ نفر جمعیت دارد.